# П'єтрічика
П'єтрічика (рум. Pietricica) — село у повіті Прахова в Румунії. Входить до складу комуни Лапош.
Село розташоване на відстані 85 км на північ від Бухареста, 41 км на північний схід від Плоєшті, 127 км на захід від Галаца, 85 км на південний схід від Брашова.

## Населення
За даними перепису населення 2002 року у селі проживали 30 осіб, усі — румуни. Усі жителі села рідною мовою назвали румунську.